# Euphorbia illirica
Euphorbia illirica är en törelväxtart som beskrevs av Jean-Baptiste de Lamarck. Enligt Catalogue of Life ingår Euphorbia illirica i släktet törlar och familjen törelväxter, men enligt Dyntaxa är tillhörigheten istället släktet törlar och familjen törelväxter. Arten förekommer tillfälligt i Sverige, men reproducerar sig inte. Inga underarter finns listade i Catalogue of Life.